# 维利耶苏莫尔塔涅
维利耶苏莫尔塔涅（法語：Villiers-sous-Mortagne，法語發音：[vilje su mɔʁtaɲ] ⓘ，意为“莫尔塔涅下方的维利耶”）是法国奥恩省的一个市镇，位于该省中东部，属于莫尔塔涅欧佩什区。

## 地理
维利耶苏莫尔塔涅（48°32'19"N, 0°35'35"E）面积13.04 平方千米，位于法国诺曼底大区奧恩省，该省份为法国西北部内陆省份，北起顺时针与卡爾瓦多斯省、厄尔省、厄尔-卢瓦省、萨尔特省、马耶讷省和芒什省接壤。
与维利耶苏莫尔塔涅接壤的市镇（或旧市镇、城区）包括：凡村、卢瓦萨伊、莫尔塔涅欧佩什、圣伊莱尔勒沙泰勒、圣马尔德雷诺、图鲁夫尔欧佩什。

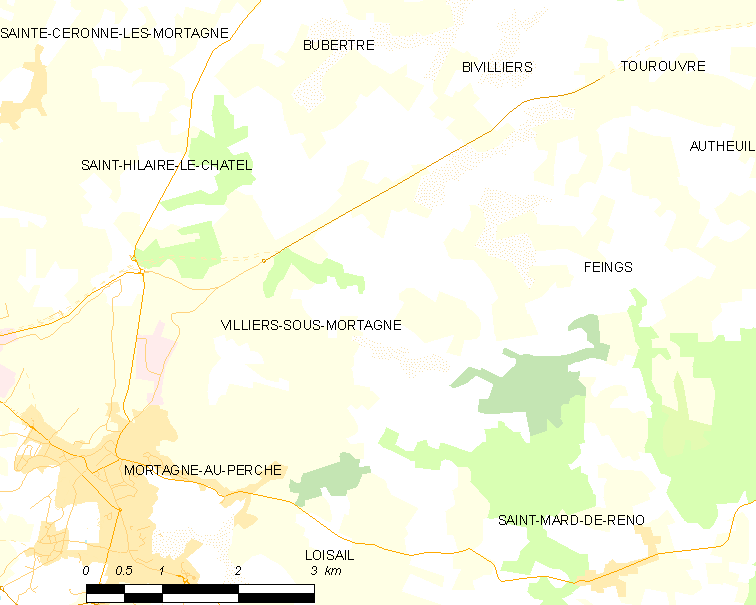
维利耶苏莫尔塔涅的OSM定位图

维利耶苏莫尔塔涅的时区为UTC+01:00、UTC+02:00（夏令时）。

## 行政
维利耶苏莫尔塔涅的邮政编码为61400，INSEE市镇编码为61507。

## 政治
维利耶苏莫尔塔涅所属的省级选区为莫尔塔涅欧佩什县。

## 人口

1962-2008年间维利耶苏莫尔塔涅人口变化图示

维利耶苏莫尔塔涅于2022年1月1日时的人口数量为241人。